# آسینالوس آتورپاتکان

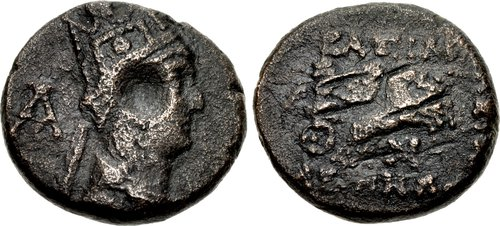
سکه آسینالوس

آسینالوس آتورپاتکان (شکوفایی قرن یکم پیش از میلاد) شاهزاده‌ای بود که به عنوان شاه آتورپاتکان ماد فرمانروایی می‌کرد.
اطلاعات کمی در مورد منشاء و زندگی آسینالوس وجود دارد. او پادشاه آتورپاتکان و احتمالاً ارمنی و یونانی تبار بود. او در سال ۳۰ پیش از میلاد در آتورپاتکان ماد جانشین خویشاوند خود آرتاوازد یکم آتورپاتکان شد. همانطور که در آن سال، آگوستوس تریومویر رومی، پادشاهی سوفنه را به آرتاوازد یکم داد تا به عنوان یک شاه زیر نظر روم حکومت کند.
آسینالوس از ۳۰ پیش از میلاد تا تاریخی نامعلوم در دهه ۲۰ پیش از میلاد به عنوان شاه ماد آتووپاتکان حکومت کرد. او تنها براساس شواهد سکه‌شناسی شناخته شده است. به نظر می‌رسد که او در تاریخ نامعلومی در دهه ۲۰ پیش از میلاد درگذشته است، زیرا آریوبرزن دوم، یکی از پسران آرتاوازد یکم جانشین او شد.